# 미얀마 여자 축구 국가대표팀
미얀마 여자 축구 국가대표팀은 미얀마를 대표하는 여자 축구 대표팀으로 미얀마 축구 연맹에서 관리한다. 아시아 축구 최약체로 평가받고 있지만 동남아시아 내에서는 꾸준히 좋은 성적을 거두고 있는 팀으로 1995년 12월 5일 필리핀과의 1995년 동남아시아 경기 대회 1차전에서 국제 A매치 데뷔전을 치렀고 이 경기에서 1-1 무승부를 기록했다.

## 국제 대회 경력

### AFC 여자 아시안컵
여자 아시안컵 본선에는 4번 출전하여 4번 모두 조별리그 문턱을 넘지 못했다. 그나마 2승 1무 1패로 대회 5위를 차지한 2003년 대회가 미얀마 여자 축구가 가장 좋은 성적을 거둔 대회로 남아 있지만 이후 3번의 대회에서는 10전 전패를 당했다.

### 아세안 여자 챔피언십
11번의 아세안 여자 챔피언십 중 5번 결승에 올라 2번의 우승과 3번의 준우승을 달성하는 등 11번의 대회에서 단 한번의 조별리그 탈락 없이 꾸준히 4강 이상의 준수한 성적을 거두었다.

### 동남아시아 경기 대회
12번의 동남아시아 경기 대회 중 4번의 대회에서 은메달을 획득했고 7번의 대회에서 동메달을 따내는 등 동남아 여자 선수권 대회와 마찬가지로 꾸준히 4강 이상의 성적을 거두고 있으며 또한 12번의 대회 중 11번의 대회에서 메달 획득에 성공했다.

## 성적

### FIFA 여자 월드컵
- 1991년 ~ 2023년: 예선 탈락

### 올림픽 축구
- 1996년 ~ 2000년: 불참
- 2004년 ~ 2016년: 예선 탈락

### AFC 여자 아시안컵
- 1975년: 불참
- 1977년: 불참
- 1979년: 불참
- 1981년: 불참
- 1983년: 불참
- 1986년: 불참
- 1989년: 불참
- 1991년: 불참
- 1993년: 불참
- 1995년: 불참
- 1997년: 불참
- 1999년: 불참
- 2001년: 불참
- 2003년: 조별 예선
- 2006년: 조별 예선
- 2008년: 예선 탈락
- 2010년: 조별 예선
- 2014년: 조별 예선
- 2018년: 예선 탈락
- 2022년: 조별 예선

### 아시안 게임
- 1990년 ~ 2018년: 불참

### 동남아시아 여자 축구 선수권 대회
- 2004년: 우승
- 2006년: 4위
- 2007년: 우승
- 2008년: 4위
- 2011년: 준우승
- 2012년: 준우승
- 2013년: 4위

### 동남아시아 경기 대회
- 1995년: 3위
- 1997년: 준우승
- 2001년: 3위
- 2003년: 준우승
- 2005년: 준우승
- 2007년 ~ 2017년: 3위

## 같이 보기
- 미얀마 축구 국가대표팀